# Massacre de Cholula

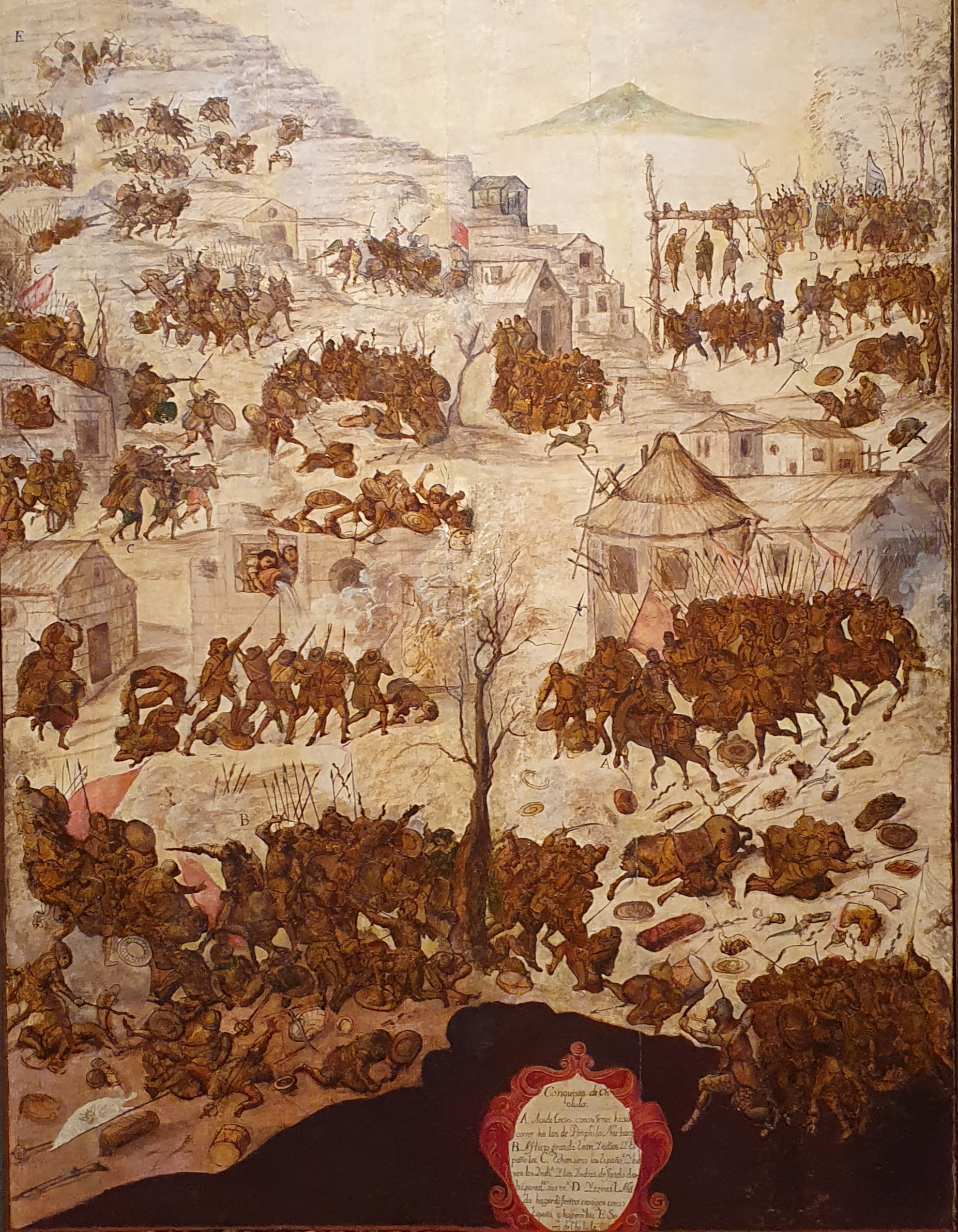
'La Conquista de Cholula' ca. 1670-1730. Oficina de Los Gonzalez (1670-1730)

O Massacre de Cholula, de 18 de outubro de 1519, é um episódio da conquista do Império Asteca por Hernán Cortés, que ocorre durante a marcha das tropas espanholas de Veracruz, fundada em julho de 1519, para a Cidade do México-Tenochtitlan.
Isso resultou na morte de 5 000 a 6 000 cholultecas em menos de seis horas e na submissão dos cholultecas, até então tributários leais do imperador Moctezuma II, aos espanhóis.
Segundo os escritos de Cortés, esta foi uma ação preventiva, destinada a impedir um ataque dos astecas da cidade de Cholula, onde os espanhóis foram recebidos de maneira aparentemente hospitaleira. Mas este ponto é controverso.